# Bleubird
Bleubird, de son vrai nom Jacques Bruna, né en 1982 à Fort Lauderdale, en Floride, est un rappeur américain. Il vit actuellement à Montréal, au Canada[réf. nécessaire]. 

## Biographie
Bleubird est connu pour ses paroles comiques et rapides, et son habileté au freestyle.
Sa carrière étant principalement basée à Orlando, il se lance en tournée à travers l'Amérique du Nord et l'Europe avec Grand Buffet, Deerhoof, Sixtoo, Sole, Shape Shifters, et Solillaquists of Sound. Bleubird produit à l'aide d'autres artistes comme Alias, Astronautalis et Radical Face.

## Discographie

### Albums studio
- 2002 : (Hoople) Does Mans Short Life Span Make Sense?
- 2003 : Sloppy Doctor
- 2005 : From Supercold to Superheat
- 2007 : Rip U$a (The Birdfleu)
- 2012 : Cannonball!!! (produit par Astronautalis)

### Compilation
- 2005 : Beyond Space Vol.2

### EPs
- 2005 : Street Talk 5 (album numérique en téléchargement gratuit)
- 2005 : Moon-circle Project Presents: Lunar Orbit
- 2006 : Pilgrim of St.Zotique
- 2008 : Street Talk 2 (album numérique en téléchargement gratuit)

### Collaborations
- 2000 : The Mic Chord Noose Theory (avec S.M.T.H.)
- 2004 : Pretty Pretty Please (avec Gunporn)
- 2007 : Instinctive Dérive (avec X Makeena)
- 2010 : Don't Let Nerds Take Over Your Life (avec Prinzenallee)
- 2010 : Fuck! (avec Les Swashbuckling Napoleons)
- 2011 : Seven Days Six Nights (avec Triune Gods)

### Apparitions
- 2004 : Pittsburgh Hearts (Grand Buffet)
- 2004 : Paper Bullets (Nomar Slevik)
- 2005 : Them Get You Them Got You (jdwalker)
- 2005 : s/t (Scott Da Ros)
- 2005 : They Made Me Do It (Scott Da Ros)
- 2005 : Live From Rome (Sole)
- 2005 : Tell All Residents (Caveman Speak)
- 2005 : 5 Years of Fire Works (Grand Buffet)
- 2006 : Matter of Love and Death (Nuccini!)
- 2006 : ...One Kind of Dead End (Scott Da Ros)
- 2005 : Split (Rushya)
- 2005 : Livin La Vida Boo Hoo (Candy's .22)
- 2006 : Monster Zoo (Debmaster)
- 2006 : Being Kurtwood (Zucchini Drive)
- 2006 : Easy Tigers (Zucchini Drive)